# Изобретение
Изобретение е предмет, машина, устройство, процес, метод или техника/технология, които са уникална иновация (и предстоят да бъдат нововъведение). В определени случаи дадено изобретение е под правна защита по силата на патент.

## Процеса на изобретяване
Изобретяваето е част от общата инженерна наука и продуктовото създавае и развитие.

### Праистория
През ранните времена на човечеството, хората са изобретявали предмети (уреди на труда), а по-късно и методи за осъществяване на задачи, които са водели до даден резултат по нов или различен начин, като обикновено целта е била резултатът да бъде достигнат по-бързо, по-ефикасно, по-лесно или по-евтино.

### Нова история
В новата история, тези особено полезни предмети на труда, тяхното много умеятно обработване и нововъведенията в него, както и тяхното изящество са вече разглеждани като нововъведения (виж изобретения в изкуството, Епщайн), а и по време на индустриалната революция – това са изобретения с конкретния смисъл на думата на машини, а по-късно изобретенията в областта на химията (Алекзандър Флеминг изобретява пеницилина през 1928) и физиката (Айнщайн).
Въпреки че е явно, че хората изобретяват, обстоятелствата способстващи или довеждащи до оптимум изобретяването на откритие са по-неясни. Една от мисловните школи, разпространила фразата, че „нуждата е майка на изобретението“, твърди, че по същество липсата на ресурси води до изобретяване, докато противопоставяща се школа твърди, че само излишъкът от ресурси има такъв резултат. Все пак, истинната гледна точка не може да бъде достигната чрез простото посочване на някое от тези две твърдения.

## От идея до изобретение
Въпреки че нов или полезен предмет или метод може да бъде разработен за осъществяване на дадена цел, първоначалната идея може и никога да не бъде реализирана под формата на работещо изобретение, може би поради това, че тя е по някакъв начин нереалистична или непрактична.
„Вятър работа“ или „Строя въздушни кули“ може се отнася до творческа идея, която не дава плод поради практически съображения. Историята на изобретенията е пълна с подобни кули, тъй като изобретенията не се появяват в реда, в който са най-полезни. Например, дизайнът на парашута е създаден преди изобретяването на моторните полети. Други изобретения просто решават проблеми, за които няма икономически подтик да бъдат решавани, или просто те са непрактични в сравнение с техен аналог.
От друга страна, някои ограничения за въвеждане на дадено изобретение може да са поставени от нивото на наличната техника или технология, като те могат да бъдат преодолени с течение на времето от научните постижения. Историята е изпълнена с примери за идеи, на които е отнело време да достигнат практическа реализация, каквито са много от идеите, приписвани по начало на Леонардо да Винчи и които сега са ежедневно пред нас.

## Изобретение и нововъведение
Следвайки терминологията на политическия икономист Йозеф Шумпетер, изобретението се различава от иновацията (или нововъведение). Докато изобретението е чисто теоретично (въпреки че може да е потърсена правната защита чрез патент), иновацията е изобретение, което е било осъществено на практика. Това, обаче, противоречи с теорията на социалните антрополози и други социолозите. В социологията иновацията е всичко ново за дадена култура. Иновацията не е нужно да е била възприета. Теорията за (не)възприемането на нововъведение се нарича дифузия на иновации. Тази теория, първоначално издигната от Евърет Роджърс, изучава вероятността дадена иновация да бъде възприета и таксономията от хора, склонни да я възприемат или да способстват възприемането ѝ. Габриел Тард също разглежда възприемането на иновациите.

## Източици
1. ↑  Епщайн, Изобретателното мислене